# Shark Aero UL

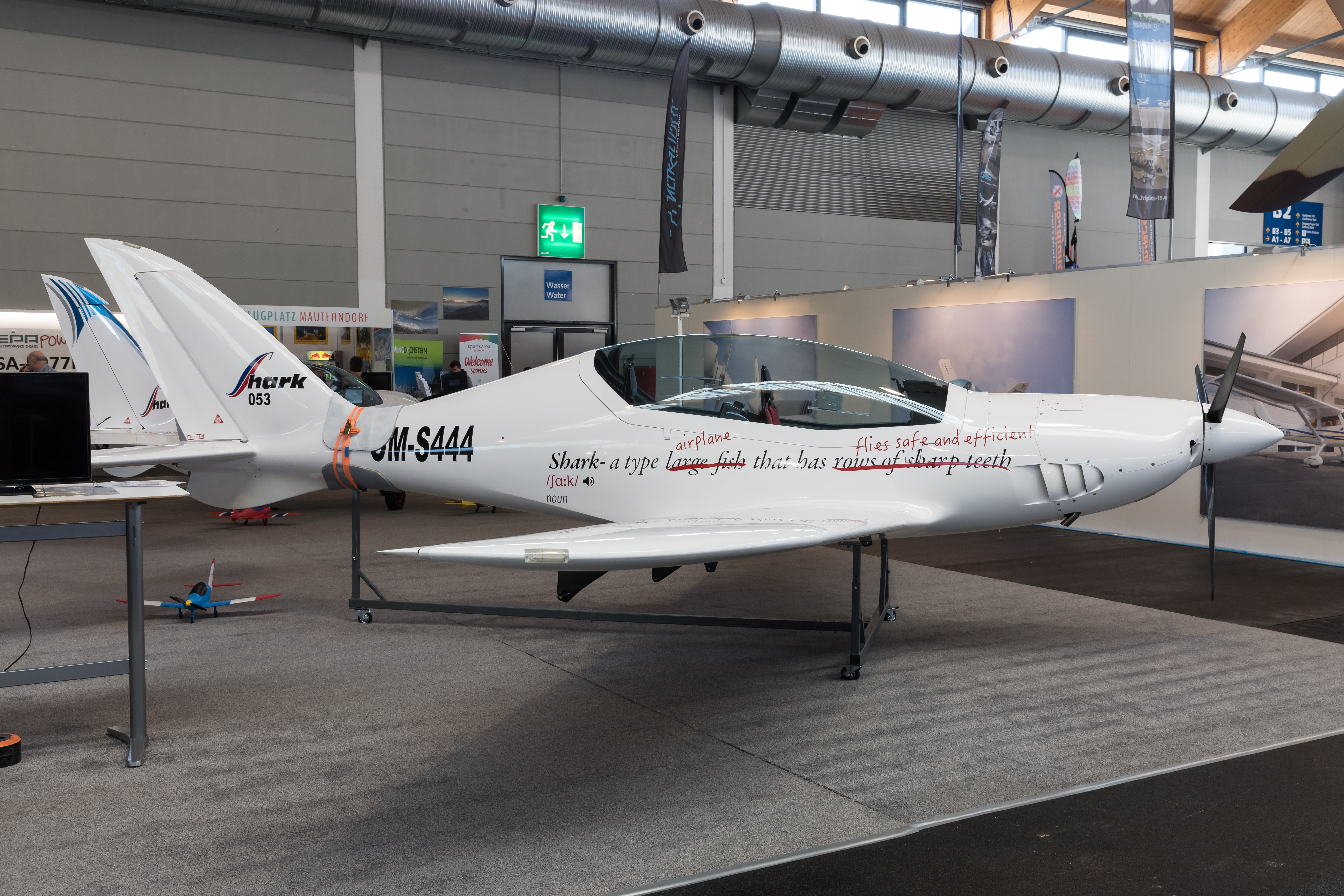
Exponat auf der AERO Friedrichshafen, 2018

Die Shark Aero UL ist ein zweisitziges ultraleichtes Tiefdeckerflugzeug mit Einziehfahrwerk des slowakischen Herstellers Shark Aero.

## Geschichte
Anfang 2007 beschlossen Vladimir Pekar (Inhaber einer slowakischen Flugzeugteilefirma) und der tschechische Flugzeugentwickler Jaroslav Dostal, ein schnelles Sport-UL zu entwickeln. Anfang 2008 begann der Formenbau und 2009 wurde auf der Aero Friedrichshafen ein Mockup vorgestellt. Am 19. August 2009 erfolgte dann der Erstflug in Břeclav mit Radek Škvařil als Pilot. Im Herbst 2010 lagen mehr als ein Dutzend Bestellungen aus der Slowakei vor.
Im Juli 2012 bestand das Flugzeug den offiziellen Belastungstest der Light Aircraft Association (LAA).

## Konstruktion
Die Shark Aero UL ist ein zweisitziges Ultraleichtflugzeug, ein Tiefdecker mit klassischem Leitwerk und einziehbarem Bugradfahrwerk.
Die Flugzeugzelle, ein Monocoque-Rumpf mit integrierter Seitenflosse, besteht aus Sandwichplatten mit Deckschichten aus mit Glas- und Kohlenstofffasern verstärktem Epoxidharz und PVC-Schaum- und Aramidwaben-Kern. Der Flügel aus Verbundwerkstoff hat einen Hauptholm aus kohlenstofffaserverstärktem Kunststoff und einen Hilfsholm zur Befestigung der Klappenhebel und Querruderscharniere. Flügel und Höhenleitwerk sind für Transporte abnehmbar.
Der Rotax-912S-Motor mit Verstellpropeller wird über zwei 50 l Tanks versorgt, die in den Tragflächen untergebracht sind. Diese Antriebskonfiguration erlaubt eine Reichweite von 1300 km.

## Nutzung
2015 stellte die Maschine, ausgestattet mit einem modifizierten Motor und einem speziellen DUC-Propeller, mit 303,00 km/h (188,28 mph) einen Geschwindigkeitsweltrekord für geraden Kurs in der Klasse RAL2T (Microlights: Movable Aerodynamic Controls/Landplane/Flown with two persons/Thermal Engine) auf.
Am 18. August 2021 startete die 19-jährige Pilotin Zara Rutherford mit der OM-S443 zu einer Weltumrundung, die sie nach 156 Tagen am 20. Januar 2022 erfolgreich beendete.

## Technische Daten
| Kenngröße              | Daten                    |
| ---------------------- | ------------------------ |
| Besatzung              | 2                        |
| Länge                  | 6,70 m                   |
| Spannweite             | 7,90 m                   |
| Höhe                   | 2,20 m                   |
| Flügelfläche           | 9,50 m²                  |
| Flügelstreckung        | 6,6                      |
| Leermasse              | 295 kg                   |
| max. Startmasse        | 472,5 kg                 |
| Mindestgeschwindigkeit | 65 km/h                  |
| Reisegeschwindigkeit   | 250 km/h                 |
| Höchstgeschwindigkeit  | etwa 300 km/h            |
| Dienstgipfelhöhe       | ? m                      |
| Reichweite             | 1300 km                  |
| Triebwerke             | ein Rotax 912S mit 75 kW |